# Paradoja de Newcomb
La paradoja de Newcomb es el estudio de un juego entre dos jugadores, uno de los cuales puede predecir el futuro. Se considera una paradoja porque lleva a una autocontradicción. La causalidad inversa está definida en el problema, por lo que no puede haber libre albedrío. Al mismo tiempo, el libre albedrío está definido en el problema; de otro modo, el jugador no estaría realizando una verdadera elección. Esta paradoja fue formulada por William Newcomb, del Laboratorio "Lawrence Livermore" de la Universidad de California. Robert Nozick la dio a conocer a la comunidad filosófica en 1969, y apareció en la columna de Martin Gardner en Scientific American en 1974.

## Formulación
En este juego hay dos participantes: un oráculo capaz de predecir el futuro y un jugador normal. Al jugador se le presentan dos cajas: una abierta que contiene $1.000 y otra cerrada que puede contener $1.000.000 o bien $0. El jugador debe decidir si prefiere recibir el contenido de ambas cajas o solo el de la caja cerrada.
La complicación consiste en que anteriormente el oráculo ha vaticinado lo que va a escoger el jugador. Si vaticina que el jugador se llevará solo la caja cerrada, pondrá $1.000.000 dentro de esa caja. Si vaticina que el jugador se llevará las dos cajas, dejará vacía la caja cerrada. El jugador conoce el mecanismo del juego, pero no la predicción, que ya ha sido realizada.
¿Debería el jugador llevarse ambas cajas o solo la cerrada?
La matriz de pagos del juego es la siguiente:
|                                   | El oráculo vaticina que el jugador escogerá la caja cerrada | El oráculo vaticina que el jugador escogerá ambas cajas |
| --------------------------------- | ----------------------------------------------------------- | ------------------------------------------------------- |
| El jugador escoge la caja cerrada | $1.000.000                                                  | $0                                                      |
| El jugador escoge ambas cajas     | $1.001.000                                                  | $1.000                                                  |

Si el jugador se lleva solo la caja cerrada, obtendrá $1.000.000, esto si el oráculo acierta el 100% de las veces. Si el jugador se lleva ambas cajas, la caja cerrada estará vacía, por lo que solo se llevará $1.000. Según este razonamiento, el jugador deberá escoger siempre la caja cerrada.
Pero en el momento en el que el jugador se acerca a las cajas para hacer su elección, su contenido ya está definido. La caja cerrada o tiene algo o no lo tiene, pero es demasiado tarde para cambiar su contenido. El jugador debe llevarse el contenido de ambas cajas, ya que tenga lo que tenga la caja cerrada obtendrá $1.000 más, porque de todos modos se llevará la abierta. Según este razonamiento, el jugador debe escoger siempre llevarse las dos cajas.
En su artículo de 1969, Nozick comenta: "Casi todo el mundo tiene claro lo que debe hacer. El problema consiste en que la gente se divide casi a la mitad sobre cuál es la solución al problema, con un gran porcentaje que cree que la otra mitad está equivocada."

## Comentario
Los filósofos han propuesto muchas soluciones a esta paradoja. Algunos han afirmado que una persona racional escogerá ambas cajas, mientras que una irracional solo la cerrada, de modo que las personas racionales tienen ventaja en el juego (ya que un oráculo perfecto no puede existir).
Otros dicen que en un mundo con oráculos perfectos (o máquinas del tiempo, ya que una máquina del tiempo puede usarse como mecanismo para hacer los vaticinios) la causalidad puede invertirse. Si una persona conoce realmente el futuro, y este conocimiento afecta a sus acciones, entonces los acontecimientos en el futuro causarán efectos en el pasado. La elección del jugador habrá causado la acción del oráculo. Algunos han concluido que, si las máquinas del tiempo o los oráculos perfectos existiesen, entonces no puede haber libre albedrío y el jugador escogerá lo que está destinado a escoger. Otros afirman que la paradoja muestra que es imposible conocer el futuro.
Algunos filósofos encuentran equivalente esta paradoja a la paradoja del viaje en el tiempo. En ella, una persona viaja atrás en el tiempo, lo que produce una cadena de acontecimientos que evitan que eso suceda.
Un análisis desde la perspectiva de la mecánica cuántica elude la incompatibilidad del libre albedrío y la causalidad inversa poniendo a la caja cerrada, como al gato de Schrödinger, en un estado de superposición hasta el momento en el que se realiza la elección. La caja está al mismo tiempo llena y vacía.
Un cosmólogo que crea en la existencia de múltiples mundos concluiría que la acción del oráculo da como resultado dos flujos temporales paralelos: uno en el que ha puesto algo en la caja u otro donde la ha dejado vacía. La teoría de los mundos paralelos lleva generalmente a la conclusión de que tanto el libre albedrío como la causalidad son ilusiones creadas por la correspondencia entre la conciencia y una memoria específica del flujo temporal.

### La urna de cristal
Hay una extensión de la paradoja de Newcomb, en la cual se pregunta cómo cambiaría el resultado si la caja cerrada fuese una urna de cristal. ¿Qué debería escoger el jugador?
Si ve $1.000.000 en la urna, entonces debería coger ambas cajas, y llevarse tanto los $1.000.000 como los $1.000. Si ve la urna vacía, puede enfadarse cuando se ve privado de una posibilidad de llevarse el premio gordo, y escoger solo la urna para demostrar que el juego es un fraude. En ambos casos, sus acciones pueden ser opuestas a lo que había sido vaticinado, lo que contradice la premisa de que la predicción es siempre correcta.
Algunos filósofos dicen que la versión con la urna de cristal de la paradoja de Newcomb es prueba de que:
- es imposible conocer el futuro;
- el conocimiento del futuro solo es posible en casos en los que dicho conocimiento no impida ese futuro;
- el universo conspirará para prevenir los bucles causales autocontradictorios (a través, por ejemplo, del principio de autoconsistencia de Novikov);
- el jugador puede, accidentalmente, hacer la elección equivocada, o puede malinterpretar las reglas o bien la máquina del tiempo/vaticinio puede fallar.

### El oráculo no tiene un conocimiento especial del futuro
Supóngase que el oráculo no tiene un conocimiento especial del futuro, y que el jugador lo sabe. Se puede aplicar entonces un análisis mediante teoría de juegos para el caso de múltiples rondas con memoria.
Si el jugador quiere maximizar su beneficio y el oráculo quiere maximizar el acierto de sus vaticinios, el jugador debe escoger siempre la caja cerrada. Sin embargo, si el jugador deserta de esa estrategia y escoge ambas cajas, se beneficiará esa ronda, pero el oráculo se equivocará y probablemente se vengará. El equilibrio de Nash (donde cada deserción de las estrategias escogidas no da beneficios) surge cuando el jugador escoge siempre llevarse las dos cajas y el oráculo predice siempre que escogerá las dos cajas (esto da un beneficio de $1000 y una predicción perfecta cada vez) o cuando ambos escogen siempre la caja cerrada (lo que da un beneficio de $1.000.000 y una predicción perfecta siempre). Un jugador inteligente tratará de moverse del primer equilibrio al segundo.
Ahora considera un caso distinto: el oráculo no tiene un conocimiento especial del futuro, pero el jugador cree que lo tiene. Los lectores del artículo en Scientific American respondieron, en una proporción de 5 a 2, a favor de escoger sólo la caja cerrada. Un oráculo que trabaje con esos datos (y suponiendo que el jugador sea un lector de Scientific American) puede decidir que puede alcanzar una tasa de aciertos del 71% vaticinando que el jugador escogerá la caja cerrada.
En este caso, el problema se convierte rápidamente en un análisis de preferencias estadísticas en la tolerancia hacia el riesgo. Esto puede verse más fácilmente si se cambia el valor de los premios. Por ejemplo, si el contenido de la caja abierta se reduce a $1, casi todos los jugadores escogerían la caja cerrada (el valor reducido, aunque seguro, del dólar no justifica el riesgo). Casi todos los jugadores escogerían ambas cajas si el contenido de la caja abierta fuese de $900.000.